# Бюро (округ, Іллінойс)
Шаблон:StateAbbr_ 41°25′ пн. ш. 89°32′ зх. д. / 41.41° пн. ш. 89.53° зх. д.
Округ Бюро (англ. Bureau County) — округ (графство) у штаті Іллінойс, США. Ідентифікатор округу 17011.

## Історія
Округ утворений 1837 року.

## Демографія
За даними перепису
2000 року
загальне населення округу становило 35503 осіб, зокрема міського населення було 13476, а сільського — 22027.
Серед мешканців округу чоловіків було 17244, а жінок — 18259. В окрузі було 14182 домогосподарства, 9890 родин, які мешкали в 15331 будинках.
Середній розмір родини становив 2,99.
Віковий розподіл населення поданий у таблиці:
| Стать    | До 15 років | 15-21 | 22-29 | 30-39 | 40-49 | 50-65 | 65-85 | Понад 85 |
| -------- | ----------- | ----- | ----- | ----- | ----- | ----- | ----- | -------- |
| Чоловіки | 3603        | 1751  | 1438  | 2389  | 2637  | 2891  | 2293  | 242      |
| Жінки    | 3465        | 1592  | 1412  | 2342  | 2706  | 2978  | 3077  | 687      |

## Суміжні округи
- Лі — північ
- Ла-Салл — схід
- Патнем — південний схід
- Маршалл — південь
- Старк — південний захід
- Генрі — захід
- Вайтсайд — північний захід

## Виноски
1. ↑  US Decennial Census. US Census Bureau. Архів оригіналу за 26 квітня 2015. Процитовано 3 липня 2014.
2. ↑  Historical Census Browser. University of Virginia Library. Архів оригіналу за 11 серпня 2012. Процитовано 3 липня 2014.
3. ↑  Population of Counties by Decennial Census: 1900 to 1990. US Census Bureau. Архів оригіналу за 24 квітня 2014. Процитовано 3 липня 2014.
4. ↑  Census 2000 PHC-T-4. Ranking Tables for Counties: 1990 and 2000 (PDF). US Census Bureau. Архів (PDF) оригіналу за 18 грудня 2014. Процитовано 3 липня 2014.
5. ↑  State & County QuickFacts. United States Census Bureau. Архів оригіналу за 6 червня 2011. Процитовано 3 липня 2014. [Архівовано 2011-06-06 у Wayback Machine.](англ.) Наведено за англійською вікіпедією.
6. ↑  American FactFinder. Бюро перепису населення США. Архів оригіналу за 26 лютого 2012. Процитовано 31 січня 2008. [Архівовано 2008-05-21 у Wayback Machine.]

| США | Це незавершена стаття з географії США. Ви можете допомогти проєкту, виправивши або дописавши її. |